# Ворле, Тесса
Тесса́ Ворле́ (фр. Tessa Worley; род. 4 октября 1989 года, Анмас, Верхняя Савойя, Рона — Альпы) — французская горнолыжница, четырёхкратная чемпионка мира (дважды в гигантском слаломе и дважды в командном первенстве), многократная победительница этапов Кубка мира (занимает четвёртое место по победам в гигантском слаломе в истории Кубка мира), участница Олимпийских игр 2010, 2018 и 2022 годов. Специализировалась в гигантском слаломе. Известна своей миниатюрностью: рост спортсменки составляет всего 157 см.
Отец Стив Уорли — австралиец, а мать Мадлен — француженка. Владеет английским языком. Встречается с французским горнолыжником Жюльеном Лизеру.

## Карьера

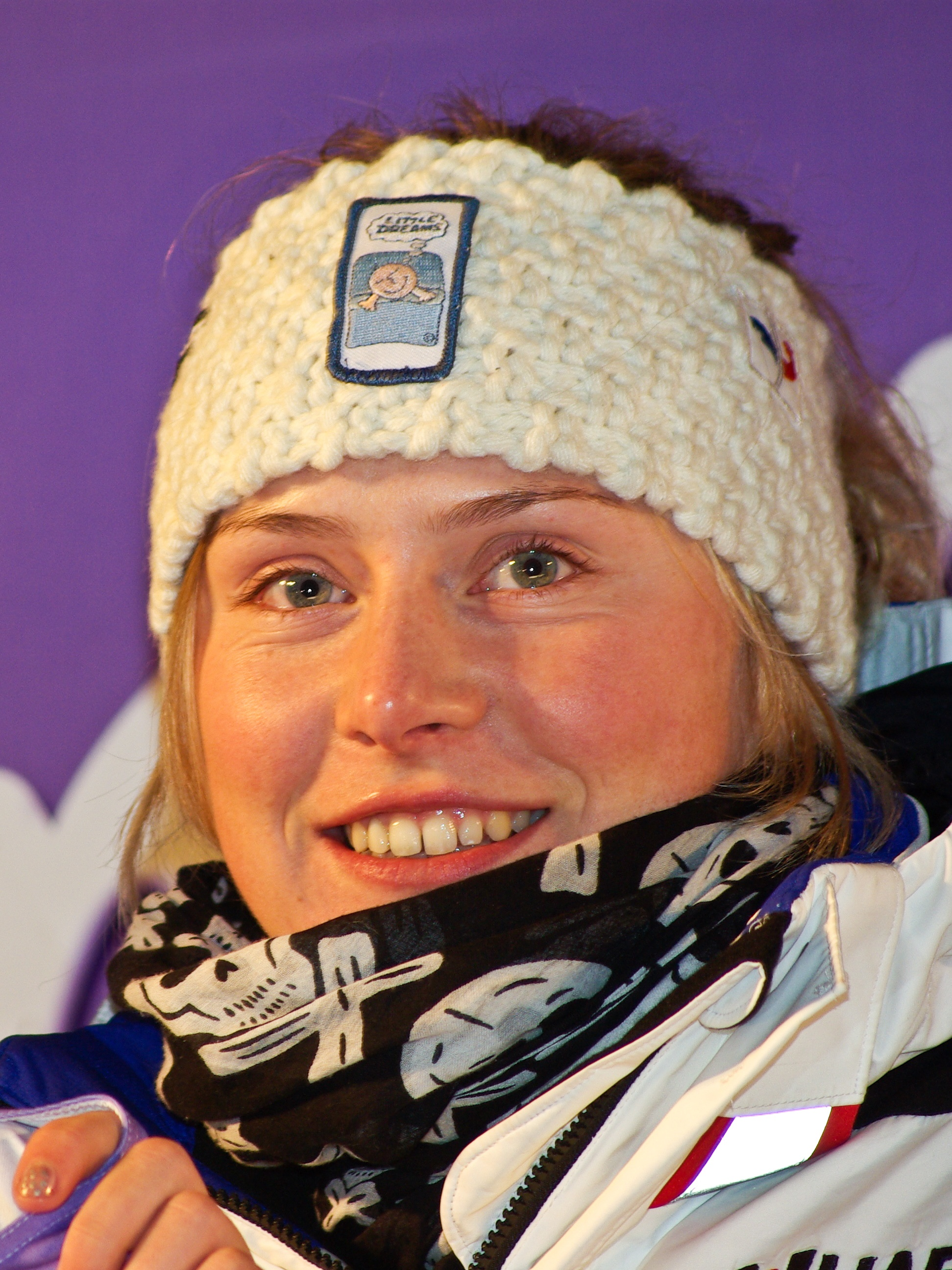
Декабрь 2008 года

29 февраля 2008 года завоевала бронзовую медаль в гигантском слаломе на чемпионате мира среди юниоров, уступив Анне Феннингер и Виктории Ребенсбург.
В Кубке мира Ворле дебютировала в 2006 году, в ноябре 2008 года в возрасте 19 лет одержала свою первую победу на этапах Кубка мира, в гигантском слаломе. Всего на сегодняшний момент имеет 36 подиумов на этапах Кубка мира (все в гигантском слаломе), в том числе одержала 16 побед. Занимает четвёртое место в истории женского Кубка мира по количеству побед в гигантском слаломе. Также более 15 раз попадала в 10-ку лучших на этапах Кубка мира в супергиганте, но ни разу не поднималась выше 4-го места. Лучшим достижением Ворле в общем зачёте Кубка мира является 6-е место в сезоне 2016/17. В том же сезоне заняла первое место в зачёте гигантского слалома. 6 марта 2022 года выиграла гигантский слалом в Ленцерхайде в возрасте 32 лет и 5 месяцев, за всю историю только Анита Вахтер побеждала в этой дисциплине в Кубке мира в более старшем возрасте (32 года и 10 месяцев в сезоне 1999/00).
На Олимпийских играх 2010 года в Ванкувере заняла 16-е место в гигантском слаломе (после первой попытки Тесса шла девятой, но неудачно выступила во второй).
Зимние Олимпийские игры 2014 года пропустила из-за травмы.

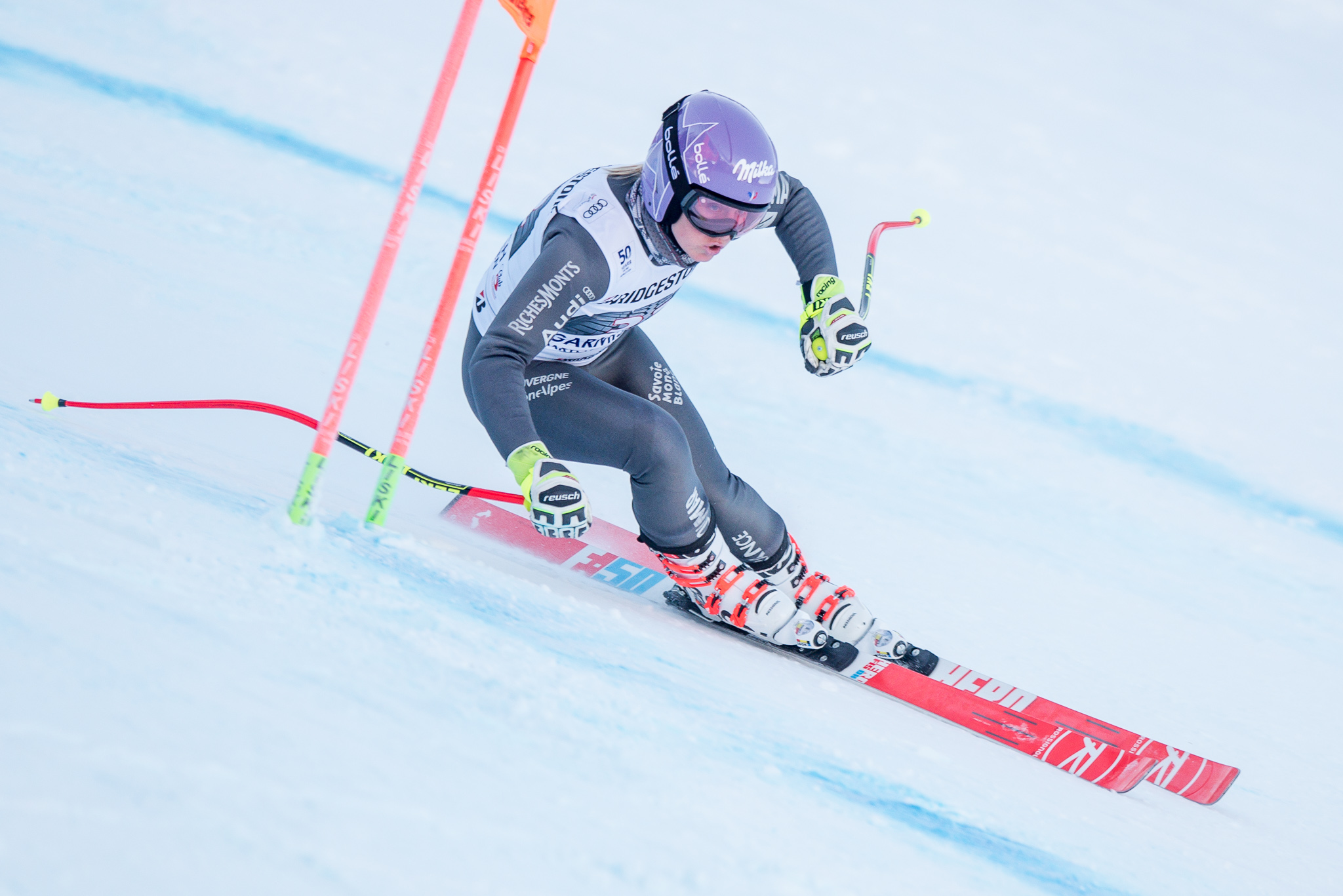
Тесса на трассе скоростного спуска в Гармиш-Партенкирхене в 2017 году

На Олимпийских играх 2018 года Тесса рассматривалась как одна из главных претендентов на медали в гигантском слаломе. Тесса стартовала второй в первой попытке и неудачно прошла трассу, показав только 14-е время (более секунды отставания от тройки лучших). Во второй попытке француженка подтвердила свой класс, показав в ней второе время (быстрее была только Эстель Альфан из Швеции), однако Тесса не сумела отыграть отставание от лидеров после первой попытки и в итоге заняла седьмое место, отстав от бронзового призёра Федерики Бриньоне на 0,58 сек. В командных соревнованиях Тесса выходила на старт во всех раундах. Франция дошла до полуфинала, где уступила Швейцарии 1-3 (Тесса проиграла свою «дуэль» Венди Хольденер). За третье место французы боролись с норвежцами, Тесса выиграла у Кристин Люсдал, однако по общему времени лучше оказались норвежцы (41,17 сек против 41,29 сек при равном счёте поединков 2-2).
За свою карьеру участвовала в восьми подряд чемпионатах мира. На чемпионате 2011 года завоевала «золото» в командных соревнованиях и «бронзу» в гигантском слаломе. В 2013 году стала чемпионкой мира в гигантском слаломе, выиграв у всех соперниц более секунды по сумме двух попыток. Это была первая с 1993 года победа француженок в гигантском слаломе на чемпионатах мира. В 2017 году в Санкт-Морице Тесса вновь стала чемпионкой мира в гигантском слаломе, опередив Микаэлу Шиффрин на 0,34 сек, а также помогла сборной Франции занять первое место в командных соревнованиях. По итогам 2017 года была признана лучшей спортсменкой Франции. На чемпионате мира 2019 года в шведском Оре осталась без наград. На чемпионате мира 2021 года в Кортине-д’Ампеццо завоевала бронзу в параллельном гигантском слаломе, награды в котором впервые были разыграны на чемпионатах мира.
Приняла участие в горнолыжных соревнованиях в рамках зимних Всемирных военно-спортивных игр 2010 года, где первенствовала в командном зачёте слалома (были квалифицированы только две команды — Франции и Румынии), а в личном зачёте стала третьей.
Последний раз вышла на старт этапа Кубка мира 19 марта 2023 года в Сольдеу, где заняла 11-е место в гигантском слаломе. 24 марта 2023 года выиграла золото чемпионата Франции в супергиганте.
Завершила карьеру после сезона 2022/23.
Использовала лыжи и ботинки производства фирмы Rossignol.

## Результаты

### Чемпионаты мира
6 медалей (4 золотые, 2 бронзовые)
| Чемпионат мира           | Скоростной спуск | Супергигант | Гигантский слалом | Слалом | Комбинация | Команды | Паралл. гигантский слалом |
| ------------------------ | ---------------- | ----------- | ----------------- | ------ | ---------- | ------- | ------------------------- |
| 2009 Валь-д’Изер         | —                | —           | 7                 | —      | —          | н/д     | н/д                       |
| 2011 Гармиш-Партенкирхен | —                | —           | 3                 | 13     | —          | 1       | н/д                       |
| 2013 Шладминг            | —                | 27          | 1                 | —      | —          | 1/4     | н/д                       |
| 2015 Вейл/Бивер-Крик     | —                | 24          | 13                | —      | —          | 1/4     | н/д                       |
| 2017 Санкт-Мориц         | —                | 8           | 1                 | —      | —          | 1       | н/д                       |
| 2019 Оре                 | —                | 16          | 6                 | —      | —          | 5       | н/д                       |
| 2021 Кортина-д’Ампеццо   | —                | 13          | 7                 | —      | —          | —       | 3                         |
| 2023 Мерибель            | —                | 9           | DNF2              | —      | DNS SL     | —       | —                         |

### Кубок мира

#### Завоёванные Хрустальные глобусы
- Гигантский слалом (1) — 2016/17

#### Победы на этапах Кубка мира (16)
| №  | Сезон   | Дата        | Место         | Дисциплина             |
| -- | ------- | ----------- | ------------- | ---------------------- |
| 1  | 2008/09 | 20 ноя 2008 | Аспен         | Гигантский слалом      |
| 2  | 2009/10 | 12 дек 2009 | Оре           | Гигантский слалом (2)  |
| 3  | 2010/11 | 27 ноя 2010 | Аспен         | Гигантский слалом (3)  |
| 4  | 2010/11 | 12 дек 2010 | Санкт-Мориц   | Гигантский слалом (4)  |
| 5  | 2010/11 | 28 дек 2010 | Земмеринг     | Гигантский слалом (4)  |
| 6  | 2011/12 | 21 янв 2012 | Краньска-Гора | Гигантский слалом (6)  |
| 7  | 2011/12 | 12 фев 2012 | Сольдеу       | Гигантский слалом (7)  |
| 8  | 2013/14 | 15 дек 2013 | Санкт-Мориц   | Гигантский слалом (8)  |
| 9  | 2016/17 | 26 ноя 2016 | Киллингтон    | Гигантский слалом (9)  |
| 10 | 2016/17 | 10 дек 2016 | Валь-д’Изер   | Гигантский слалом (10) |
| 11 | 2016/17 | 7 янв 2017  | Марибор       | Гигантский слалом (11) |
| 12 | 2017/18 | 27 янв 2018 | Ленцерхайде   | Гигантский слалом (12) |
| 13 | 2018/19 | 27 окт 2018 | Зёльден       | Гигантский слалом (13) |
| 14 | 2020/21 | 26 янв 2021 | Кронплац      | Гигантский слалом (14) |
| 15 | 2021/22 | 28 дек 2021 | Лиенц         | Гигантский слалом (15) |
| 16 | 2021/22 | 6 мар 2022  | Ленцерхайде   | Гигантский слалом (16) |